# Matthias Kreck
Matthias Kreck (Dillenburg, 22 de julho de 1947) é um matemático alemão. Trabalha principalmente na área da topologia algébrica e topologia diferencial. De outubro de 2006 a setembro de 2011 foi diretor do Hausdorff Research Institute for Mathematics da Universidade de Bonn, onde é atualmente professor.

## Publicações
- Differential algebraic topology-from stratifolds to exotic spheres, American Mathematical Society 2010
- Bordism of Diffeomorphisms and related topics, Springer Lecture Notes in Mathematics, vol 1069th 1984 (Appendix by Neal Stoltzfus)
- Exotic structures on 4-manifolds, annual report, DMV, Volume 88, 1986, pp. 124–145
- com Wolfgang Lück: The Novikov Conjecture – geometry and algebra, Birkhäuser 2005 (Oberwolfach Seminar)
- Positive curvature and topology, NY Academy of Sciences, Opladen, West German Verlag 1994
- Kreck, Hambleton: On the classification of topological 4-manifolds with finite fundamental group Mathematische Annalen, Volume 280, 1988, p. 85
- Kreck, Lück, Teichner: Counterexamples of the Kneser conjecture in dimension 4 Comm.Math.Helveticae Volume 70, 1995, p. 423